# Kagarlyk
Kagarlyk  (ucraniano: Кагарлик) es una localidad del Raión de Odesa en el Óblast de Odesa de Ucrania. Según el censo de 2001, tiene una población de 1637 habitantes.